# 三浦広光
三浦 広光（みうら ひろみつ、1981年9月22日 - 2024年10月26日）は、日本の男性総合格闘家、プロボクサー。福岡県浮羽郡浮羽町（現・うきは市）出身。SAMURAI SWORD/リングス所属。元ウェルター級キング・オブ・パンクラシスト。

## 来歴
3歳年上の姉の影響で小学1年から柔道を始める。西日本短大附属高校では県大会で2年連続2位。大東文化大学では正力杯-81kg級ベスト8となった。
2001年11月25日、第5回全日本コンバットレスリングオープン選手権大会-85kg級に出場し、優勝した。

### 総合格闘技
2004年3月、大学卒業後に総合格闘技の練習を開始し、6月6日には第30回全日本サンボ選手権大会90kg級に出場し、優勝した。
体重100kg以上の選手が集まるパンクラスMEGATONで練習していたが、2004年7月から派生チームのMEGATON-TOKINの所属となった。
2004年7月25日、パンクラスにてデビュー戦を行い、ジョー・ダースにギブアップ負け。
2005年7月6日、HERO'Sのオープニングファイトで竹内出と対戦し、マウントパンチでTKO負け。
2005年11月26日、HERO'Sリトアニア大会でケスタティス・スミルノヴァスと対戦し、TKO負け。
2006年4月30日、R.I.S.E.に初出場し、キックボクシングルールでトモヤにフック連打でKO勝ち。
2006年9月24日、R.I.S.E. MIGHTY EIGHTY TOURNAMENT '06に出場。1回戦で伊賀弘治に右フックでKO勝ちするものの、準決勝でマグナム酒井に右ローキックでKO負け。
2006年10月9日、HERO'Sのオープニングファイトで滝川リョウと対戦し、マウントパンチでTKO勝ち。

#### WEC
2007年5月12日、WEC初出場となったWEC 27でジェイソン・"メイヘム"・ミラーと対戦し、判定負け。
2007年8月5日、WEC 29でフェルナンド・ゴンザレスと対戦し、パウンドでギブアップ勝ち。WEC初勝利。
2008年8月3日、WEC 35でWEC世界ウェルター級王者のカーロス・コンディットに挑戦し、膝蹴りでダウンを奪われパウンドでTKO負けを喫し王座獲得に失敗した。試合には敗れたもののファイト・オブ・ザ・ナイトを受賞した。

### ボクシング転向
2009年1月頃から帝拳ジムに通い、同ジムのトレーナー葛西裕一からボクシングの指導を受けていた。
2009年12月8日、プロボクサーテストをクルーザー級で受け、合格を果たした。
2010年4月10日、ラスベガスでプロボクシングデビュー。イサック・アテンシオとライトヘビー級契約で対戦し、3-0の判定勝ちを収めた。4月22日の2戦目でもナサン・ベッドウェルに3-0の判定勝ち。
2011年8月6日、後楽園ホールで8回戦77.0Kg契約で松本晋太郎（ヨネクラ）と戦い判定勝ちを収めた。その後8月度の日本ランキングで2009年9月度より新設された以降で初となる日本スーパーミドル級で日本ランキング1位に就いた。
2012年10月6日、後楽園ホールでOPBF東洋太平洋スーパーミドル王者清田祐三（フラッシュ赤羽）に挑戦したが6RTKOで敗れ王座獲得はならなかった。

### 総合格闘技復帰
2015年5月29日、リングス公式サイトにて、リングス所属となることが発表された。
2015年11月1日、約8年ぶりに総合格闘技に復帰。PANCRASE 271でKAZZにTKO勝ち。
2016年10月2日、ウェルター級キング・オブ・パンクラス タイトルマッチで王者の村山暁洋に挑戦し、3-0の判定勝ちを収め王座獲得に成功した。
2017年7月2日、ウェルター級キング・オブ・パンクラス タイトルマッチで挑戦者の阿部大治と対戦し、パンチラッシュでTKO負けを喫し王座陥落した。
2021年6月27日、PANCRASE 322で菊入正行と対戦し、TKO負けを喫した。
2021年9月26日、BreakingDown 2で坂本正博（元幕内 時津海）と対戦し、2-0の判定勝ち。
2021年12月12日、PANCRASE 325で引退セレモニーが行われた。
2024年10月26日、同年9月半ばより闘病していた急性白血病により急逝。43歳没。11月5日に三浦の公式Xアカウントで報告された。

## 戦績

### 総合格闘技
| 総合格闘技 戦績 | 総合格闘技 戦績 | 総合格闘技 戦績 | 総合格闘技 戦績 | 総合格闘技 戦績 | 総合格闘技 戦績 | 総合格闘技 戦績 |
| --------------- | --------------- | --------------- | --------------- | --------------- | --------------- | --------------- |
| 22 試合         | (T)KO           | 一本            | 判定            | その他          | 引き分け        | 無効試合        |
| 14 勝           | 9               | 0               | 4               | 1               | 0               | 0               |
| 8 敗            | 7               | 0               | 1               | 0               | 0               | 0               |

| 勝敗 | 対戦相手                       | 試合結果                          | 大会名                                                               | 開催年月日     |
| ×    | 菊入正行                       | 2R 2:31 TKO（グラウンドパンチ）   | PANCRASE 322                                                         | 2021年6月27日  |
| ○    | レッツ豪太                     | 1R 1:08、TKO（グラウンドパンチ）  | PANCRASE 309                                                         | 2019年10月20日 |
| ×    | 阿部大治                       | 2R 0:26 TKO（スタンドパンチ連打） | PANCRASE 288 【ウェルター級キング・オブ・パンクラス タイトルマッチ】 | 2017年7月2日   |
| ○    | 村山暁洋                       | 5分5R終了 判定3-0                 | PANCRASE 281 【ウェルター級キング・オブ・パンクラス タイトルマッチ】 | 2016年10月2日  |
| ○    | ジェームス・チェイニー         | 不戦勝（体重超過）                | PANCRASE 278                                                         | 2016年6月12日  |
| ○    | 中村勇太                       | 2R 0:39 KO（パンチ）              | PANCRASE 274                                                         | 2015年12月20日 |
| ○    | KAZZ                           | 3R 0:48 TKO（パウンド）           | PANCRASE 271                                                         | 2015年11月1日  |
| ×    | エドガー・ガルシア             | 1R 1:18 KO（パウンド）            | WEC 38: Varner vs. Cerrone                                           | 2009年1月25日  |
| ×    | カーロス・コンディット         | 4R 4:43 TKO（膝蹴り→パウンド）    | WEC 35: Condit vs. Miura 【WEC世界ウェルター級タイトルマッチ】       | 2008年8月3日   |
| ○    | ブラス・アヴェナ               | 1R 2:35 KO（右フック）            | WEC 33: Marshall vs. Stann                                           | 2008年3月26日  |
| ○    | フェルナンド・ゴンザレス       | 2R 3:35 ギブアップ（パウンド）    | WEC 29: Condit vs. Larson                                            | 2007年8月5日   |
| ×    | ジェイソン・"メイヘム"・ミラー | 5分3R終了 判定0-3                 | WEC 27: Marshall vs. McElfrish                                       | 2007年5月12日  |
| ○    | 滝川リョウ                     | 1R 1:36 TKO（マウントパンチ）     | HERO'S 2006 ミドル&ライトヘビー級世界最強王者決定トーナメント決勝戦  | 2006年10月9日  |
| ○    | ジョバニ・ペレイラ             | 1R 2:35 KO（パウンド）            | W-カプセル                                                           | 2006年6月11日  |
| ○    | 大久保一樹                     | 5分3R終了 判定3-0                 | W-カプセル                                                           | 2006年1月28日  |
| ×    | ケスタティス・スミルノヴァス   | 1R 4:30 TKO（パンチ連打）         | HERO'S LITHUANIA 2005                                                | 2005年11月26日 |
| ×    | 竹内出                         | 2R 3:35 TKO（マウントパンチ）     | HERO'S 2005 ミドル級世界最強王者決定トーナメント開幕戦               | 2005年7月6日   |
| ○    | 出田源貴                       | 1R 0:56 TKO（マウントパンチ）     | club DEEP 福岡 天下一祭り                                            | 2005年4月10日  |
| ○    | 藤沼弘秀                       | 5分2R終了 判定3-0                 | DEEP 18th IMPACT                                                     | 2005年2月12日  |
| ○    | クァク・ユン・ソブ             | 1R 0:54 TKO（マウントパンチ）     | PANCRASE 2004 BRAVE TOUR                                             | 2004年11月7日  |
| ○    | 中西裕一                       | 5分2R終了 判定2-0                 | PANCRASE 2004 BRAVE TOUR                                             | 2004年9月24日  |
| ×    | ジョー・ダース                 | 3R 4:56 ギブアップ（パンチ連打）  | PANCRASE 2004 BRAVE TOUR                                             | 2004年7月25日  |

### キックボクシング
| 勝敗 | 対戦相手     | 試合結果                   | 大会名                                           | 開催年月日    |
| ×    | マグナム酒井 | 1R 1:12 KO（右ローキック） | R.I.S.E. MIGHTY EIGHTY TOURNAMENT '06 【準決勝】 | 2006年9月24日 |
| ○    | 伊賀弘治     | 3R 0:19 KO（右フック）     | R.I.S.E. MIGHTY EIGHTY TOURNAMENT '06 【1回戦】  | 2006年9月24日 |
| ○    | トモヤ       | 1R 1:16 KO（フック連打）   | R.I.S.E. XXV                                     | 2006年4月30日 |

### ボクシング
| プロボクシング 戦績 | プロボクシング 戦績 | プロボクシング 戦績 | プロボクシング 戦績 | プロボクシング 戦績 | プロボクシング 戦績 | プロボクシング 戦績 |
| ------------------- | ------------------- | ------------------- | ------------------- | ------------------- | ------------------- | ------------------- |
| 10 試合             | (T)KO               | 判定                | その他              | 引き分け            | 無効試合            |                     |
| 9 勝                | 4                   | 5                   | 0                   | 0                   | 0                   |                     |
| 1 敗                | 1                   | 0                   | 0                   | 0                   | 0                   |                     |

| 戦           | 日付          | 勝敗 | 時間    | 内容    | 対戦相手                 | 国籍           | 備考                                         |
| ------------ | ------------- | ---- | ------- | ------- | ------------------------ | -------------- | -------------------------------------------- |
| 10           | 2012年10月6日 | ★    | 6R 2:00 | TKO     | 清田祐三                 | 日本           | OPBF東洋太平洋スーパーミドル級タイトルマッチ |
| 9            | 2012年3月4日  | ☆    | 2R 1:44 | TKO     | ワーヒッド・カーン       | フィジー       |                                              |
| 8            | 2011年10月1日 | ☆    | 6R      | 判定3-0 | ヘクター・ヘルナンデス   | アメリカ合衆国 |                                              |
| 7            | 2011年8月6日  | ☆    | 8R      | 判定3-0 | 松本晋太郎               | 日本           |                                              |
| 6            | 2011年3月26日 | ☆    | 4R      | 判定3-0 | トッド・マヌエル         | アメリカ合衆国 |                                              |
| 5            | 2011年2月26日 | ☆    | 1R 2:20 | TKO     | ラミロ・ブエノ・ジュニア | アメリカ合衆国 |                                              |
| 4            | 2010年7月20日 | ☆    | 5R      | TKO     | 相澤謙次                 | 日本           |                                              |
| 3            | 2010年7月20日 | ☆    | 2R 1:50 | KO      | 白坂貴昌                 | 日本           |                                              |
| 2            | 2010年4月22日 | ☆    | 4R      | 判定3-0 | ナサン・ベッドウェル     | アメリカ合衆国 |                                              |
| 1            | 2010年4月10日 | ☆    | 4R      | 判定3-0 | イサック・アテンシオ     | アメリカ合衆国 | プロデビュー戦                               |
| テンプレート |               |      |         |         |                          |                |                                              |

## 獲得タイトル
- 第5回全日本コンバットレスリングオープン選手権大会 85kg級 優勝（2001年）
- 第30回全日本サンボ選手権大会 90kg級 優勝（2004年）
- 第10代ウェルター級キング・オブ・パンクラス王座（2016年）

## 表彰
- WEC ファイト・オブ・ザ・ナイト（1回）